# Mediterraneidade da Bolívia

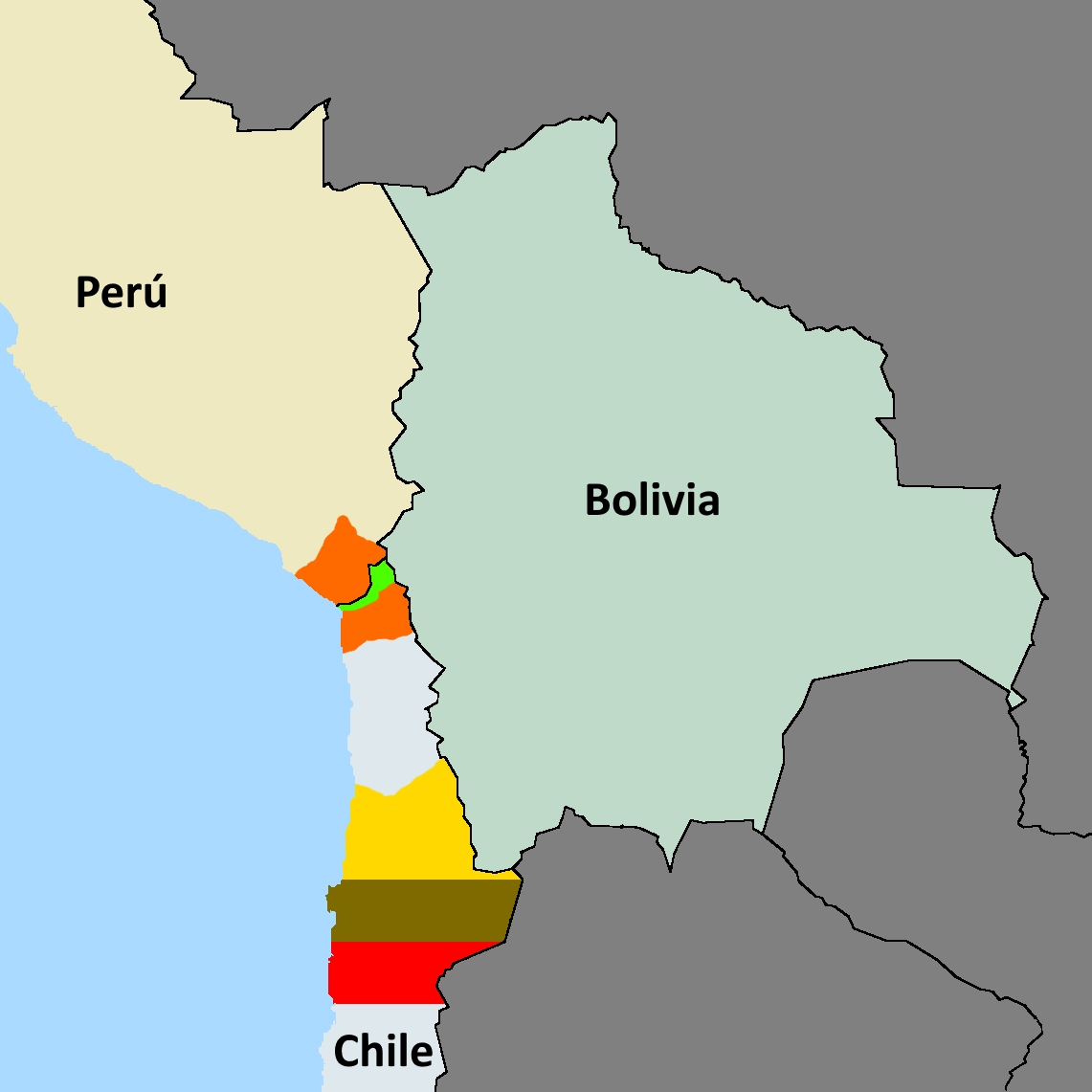
Situação de Bolívia ao longo de sua história territorial, onde se mostra as mudanças com respeito a sua actual situação de estado sem litoral.
Chile
Departamentos o provincias menores bajo administración chilena de Tacna y Arica (1879)
Chile e Peru
Bolívia
Linhas fronteiriças atuais
Territórios que se encontravam baixo soberania de Bolívia
Litoral boliviano (1825-1879) (1825-)
Territórios oferecidos a Bolívia por Chile
baixo administração de e (1879)
Corredor Charaña
Corredor de Charaña e enclaves en Iquique y Pisagua (1975-1979) e
Territórios disputados entre Bolívia e Chile
Território entre o paralelo 23º e 25º (1825-1866)
Corredor do Atacama (1825-1866)
Atualmente
Boliviareivindica uma saída soberana ao mar, mas não reivindica um território especificamente.

Mediterraneidade da Bolívia é uma expressão que faz referência ao fato de que esta nação se encontra "rodeada por terra", isto é, que não tem uma saída soberana ao mar territorial. Dessa forma, alude especificamente à situação como Estado sem litoral, resultando numa reivindicação de acesso ao oceano Pacífico por parte do Estado Plurinacional de Bolívia à República de Chile, entendido como um assunto de índole diplomático e fronteiriço, que envolve também à República do Peru, por razões históricas e jurídicas.

## Antecedentes

### Audiência de Charcas e seus limites

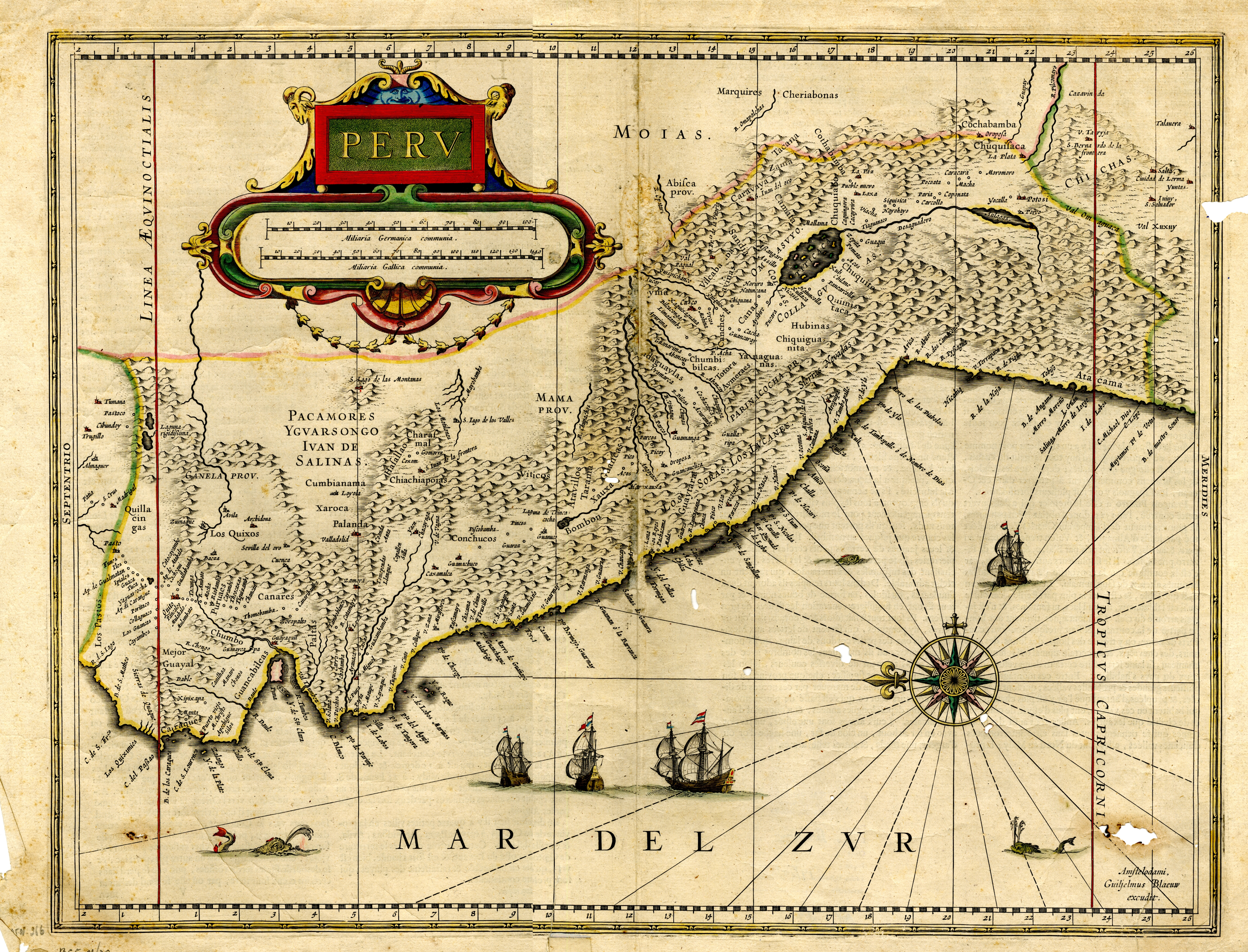
Mapa antigo do Vice-reino do Peru (incluindo Charcas), no que se mostra o limite sul perto do paralelo 25 S.

Entre os governos de Bolívia e de Chile - e segundo historiadores de ambos países e em menor medida também de Argentina e Peru - existe um desacordo sobre a quem pertencia o território do deserto de Atacama durante os anos de domínio da Coroa espanhola na região, denominada a "questão de Paposo". Durante o período colonial, a província de Charcas equivalia essencialmente ao núcleo do atual Estado da Bolívia e, o reino do Chile à atual República de Chile.
O nome desta questão faz referência à aldeia indígena de Paposo, um dos três assentamentos costeiros com potencial portuário - sendo os outros dois Cobija e Mejillones - , que então se localizam no deserto entre os rios Elogio e Copiapó e a puna de Atacama.
Um dos principais motivos da disputa seria uma eventual contradição na Recopilação das Leis das Índias de 1680, na qual a lei IX do título XV (Das Audiências e Chancelarias Reais das Índias), do livro II, expressa que o território jurisdicional da Real Audiência de Charcas tinha costa no mar do Sur, isto é, no oceano Pacífico, enquanto a lei V, do mesmo título e livro, afirma que o acesso marítimo é adjacente aos territórios jurisdicionais das Reais Audiências de Lima e de Santiago de Chile, o que não seria possível se a Audiência de Charcas tivesse acesso ao mar ao norte do território jurisdicional da Audiência de Chile.
A criação do Vice-reino do Rio da Prata fez com que o território de Charcas integrasse esse novo vice-reino em 1776. Posteriormente, a Real Ordem de Intendentes de Exército e Província de 28 de janeiro de 1782 dividiu o Vice-reino do Rio da Prata em oito intendências, criando entre elas a Intendência de Potosí em parte do território da Arquidiocese de Charcas e incluindo o Atacama sob a categoria de partido. Em 1783 criou-se novamente a Real Audiência de Buenos Aires substituindo a jurisdição da Audiência de Charcas pelo sul.
O governo de Chile encarregou o estudo deste assunto a Miguel Luis Amunátegui, que em 1863 publicou seu livro "A Questão de Limites entre Chile e Bolívia", no qual negava que a província de Charcas tivesse tido jurisdição sobre a costa do oceano Pacífico, sustentando que o reino de Chile fazia fronteira ao norte com o Vice-reino do Peru, seguindo a posição oficial da República de Chile. O governo e os  escritores de Bolívia - começando com Casimiro Olañeta em 1843 -, pelo contrário, argumentam atos de jurisdição de autoridades coloniais de Charcas em Cobija, afirmando que o rio Salado era o limite norte de Chile e negando que tenha tido fronteiras com o Peru. Na Argentina, os mapas do vice-reino do Rio da Prata que eram publicados normalmente coincidem com a posição da Bolívia, atribuindo o deserto de Atacama à jurisdição do vice-rei de Buenos Aires.

### Nascimento da República de Bolívia

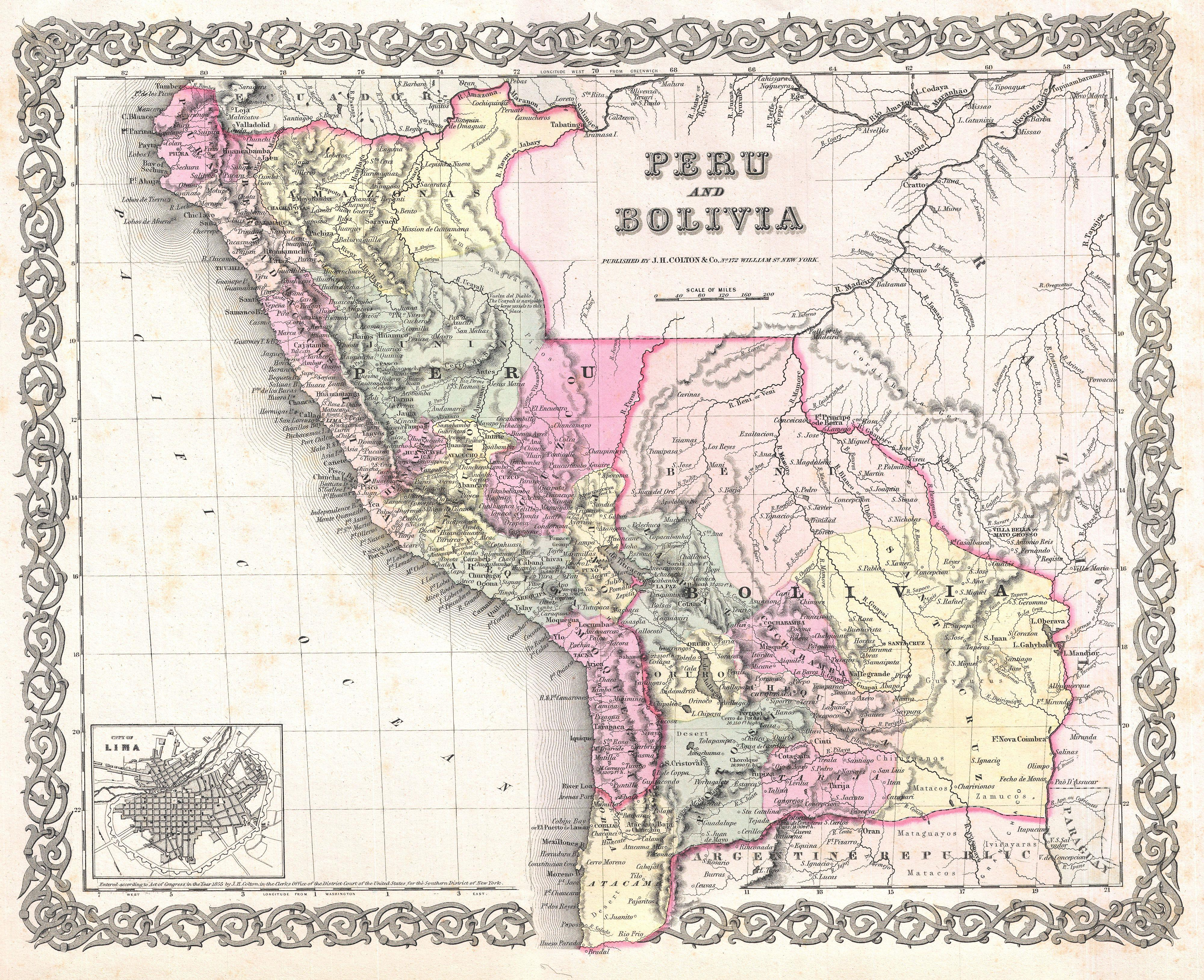
Mapa do Peru e da Bolívia de 1855 pelo estadounidense Joseph Hutchins Colton. A Bolívia aparece com o território de Atacama no extremo inferior.

Antonio José de Sucre modificou, em 29 de janeiro de 1825, a organização territorial de Charcas, estabelecendo que as intendências do período colonial fossem convertidas em departamentos, divididos em províncias e estas em cantões. O antigo partido de Atacama passou a ser então uma província do Departamento de Potosí, com capital em San Pedro de Atacama.
EM 9 de fevereiro de 1825, o marechal Sucre convocou uma Assembleia Geral de Deputados das Províncias do Alto Peru, a fim de resolver o destino do Alto Peru, optando pela anexação de seus territórios por outra nação - o Peru ou o Governo de Buenos Aires - ou por sua independência. No decreto dispôs-se que o Departamento de Potosí nomearia deputados por Potosí, sendo "três por Chayanta, três por Parco, três por Chichas, um pelo Atacama e outro por Lípez".
Em 14 de maio de 1825, reuniu-se em Potosí a Junta Eleitoral do Departamento de Potosí, sem nenhum eleitor que tivesse concorrido por Lípez e Atacama, "não obstante os repetidos oficios do Governo, e  sem poder esperar mais, sem prejuízo do tempo e dos Senhores Eleitores dos outros Partidos", sendo eleito finalmente por Atacama, conforme escrutínio, Mariano Enríquez.
Em 23 de julho de 1825, a Assembleia decide não se associar a nenhuma das repúblicas vizinhas e fazer dos departamentos do Alto Peru um Estado soberano e independente. A ata de independência, datada a 6 de agosto de 1825 e redigida pelo presidente da Assembleia, José Mariano Serrano, junto a uma comissão formada por Manuel Urcullo, José María Mendizábal e Casimiro Olañeta, foi subscrita por quarenta e oito delegados, entre os que figura José Mariano Enríquez, deputado por Potosí. No mesmo dia, a Assembleia adotou vários acordos, entre os quais o que determinou que a nova república adotaria o nome de "Bolívar", em homenagem a Simón Bolívar, e nomeando-o Pai, Protetor e Primeiro presidente.
Em 28 de dezembro de 1825, Simón Bolívar decretou que, considerando que estas províncias não tinham um porto habilitado e que no território de Atacama se encontrava o porto de Cobija, este ficaria habilitado, desde  1 de janeiro de 1826, como porto maior, com o nome de Porto La Mar.
EM 19 de novembro de 1826 Antonio José de Sucre promulga a primeira constituição de Bolívia, elaborada pelo Congresso de Chuquisaca, que dispôs no artigo 3º que "O território da República Boliviana compreende os departamentos de Potosí, Chuquisaca, La Paz, Santa Cruz, Cochabamba e Oruro" e no artigo 142 estabelecia que "A Força Armada será composta do exército de linha e de uma escuadra".
Em 1 de julho de 1829 o presidente Andrés de Santa Cruz converteu, mediante decreto, o território de Atacama, limítrofe com o Peru, numa província independente com um governador que respondia diretamente ao presidente e com a nova denominação de Província do Litoral, obtendo uma hierarquia intermediária superior a uma província comum, mas inferior a um departamento. Tudo isto ante a passividade das autoridades chilenas da época que se encontravam preocupadas em consolidar os territórios de Chiloé e a própria República.

### Confederação Peru-Boliviana, Bolívia e o litoral
Em 1836, constituiu-se um Estado denominado Confederação Peru-Boliviana, a partir da união do Peru (dividido em dois Estados, o Estado Norte-Peruano e o Estado Sul-Peruano), e da Bolívia.
Com isso, a Bolívia adquiriu os navios de guerra Yanacocha e Confederación, aos que se somaram os bergantines La Fallete e Congreso e a corbeta Libertad, integrando a armada da Confederação Peru-Boliviana.
Em 1839, o presidente José Miguel de Velasco elevou a faixa da província do Litoral a distrito com um prefeito.
Para proteger a costa boliviana, foram adquiridas as naves Sucre, María Luisa e Morro. Com a falta uma estrutura sólida, a esquadra naval boliviana foi dissolvida antes de 1879.
As constituições bolivianas de 1834, 1839, 1843, 1851, 1861, 1868, 1871, 1878, 1880 foram aprovadas por senadores e deputados representantes por Cobija e Mejillones.

### Tratados de 1866 e 1874
A origem deste tema encontra-se, para alguns historiadores como o chileno Luis Emilio Vermelhas, bastante confusa. Seus começos remontam-se a antes da Guerra do Pacífico, iniciada em 1879 e que encerrada em 1883 com a perda definitiva do departamento do Litoral boliviano (na atualidade, parte da região chilena de Antofagasta).
Luis Emilio Vermelhas afirma que, desde o momento da fundação do Estado boliviano (1825), este não tinha litoral. Além do mais, como indica o historiador Roberto Querejazu Calvo em seu livro "Guano, Salitre, Sangue", a Bolívia é herdeira do território da Audiência de Charcas e, portanto, não teria territórios na costa do Pacífico. No entanto, os interesses econômicos existentes da época obrigaram à assinatura do tratado de 1866 que, entre suas complexas disposições, aclarava a suposta fronteira não ratificada:
- O limite internacional seria o paralelo 24° latitude sul.
- Seriam repartidos de modo equitativo os ganhos provenientes da exploração do guano e minerais na zona dos paralelos 23° a 25° de latitude sul.
- A Bolívia deveria abrir uma Aduana em Mejillones, possibilitando a captação dos direitos de exportação.

## Mediterraneidade

### Guerra do Pacífico

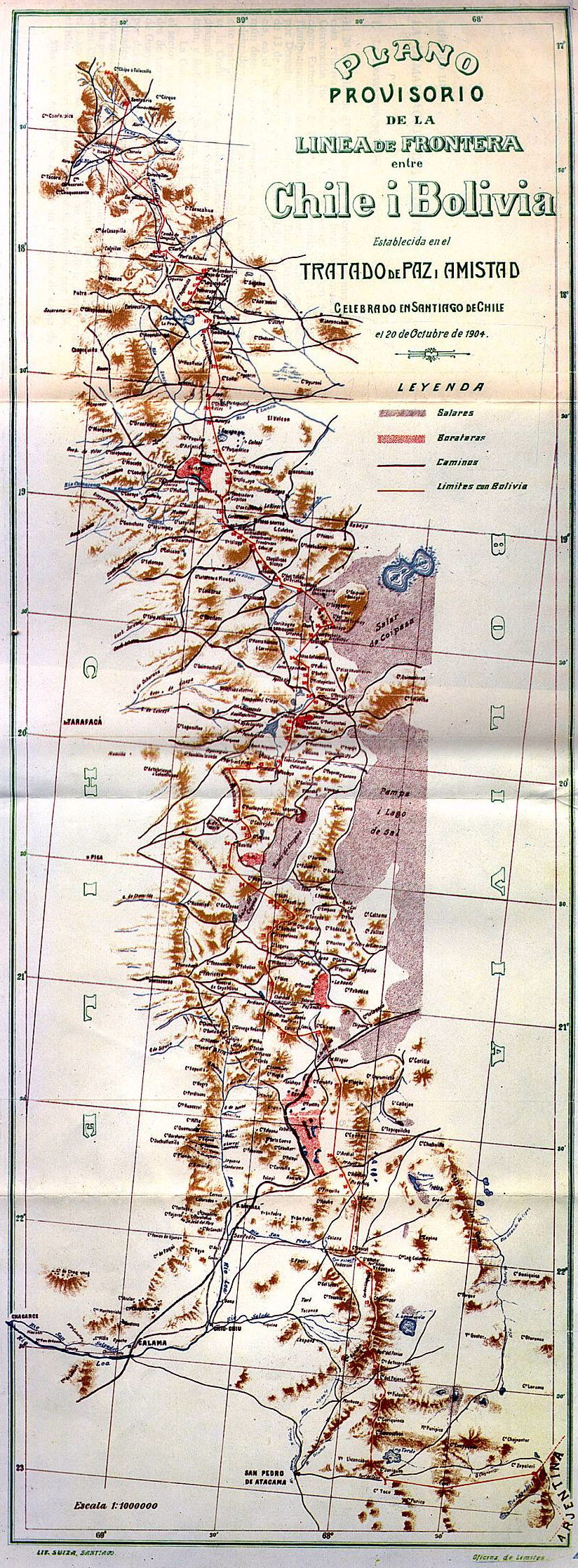
Plano provisório para a fronteira Chile-Bolívia 1904

Em 1883, o Tratado de Ancón pôs fim à guerra entre Chile e Peru, pelo qual se outorgava ao Chile o domínio de Tarapacá e uma administração temporária de Tacna e Arica por 10 anos,seguido por um plebiscito para definir seu status final.
As relações entre Chile e Bolívia foram restabelecidas pelo Pacto de Trégua de 1884, que fixou um regime temporário à espera de um tratado definitivo de paz. A posse eterna do território de Antofagasta foi uma das exigências do Chile, enquanto a Bolívia aceitava e renunciava sem pressões, de modo definitivo, a posse de um porto ou território no Oceano Pacífico, o que foi ratificado pelos Congressos de ambos países e levado em consideração durante as negociações entre o Chile e o Peru.
Desta forma, restabelecia-se as fronteiras coloniais originais entre as repúblicas do Peru e Chile, definidas de acordo ao princípio de Utis Possidetis de 1810 (que foram modificados pela anexação da província de Tarapacá e formalizado por ambos países no Tratado de 1929).

### Tratado de 1904
O Tratado de 1904 levaria à normalização das relações diplomáticas entre Chile e Bolívia, pondo fim ao regime estabelecido pelo Pacto de Trégua, e fixou as fronteiras definitivas entre ambos países. O chamado "Tratado de Paz e Amizade" não incluiu provisões para a cessão de soberania sobre algum território costeiro para Bolívia e, em troca, estabeleceu diversos benefícios para o acesso comercial por meio de portos sob administração chilena. O tratado estabeleceu que:
- A Bolívia entrega definitivamente ao Chile a província de Antofagasta;
- Seria construída uma ferrovia entre as cidades de Arica e La Paz;
- O Chile concede, em forma definitiva, o livre trânsito de mercadorias (sem cobrança de direitos aduaneiros nem restrições) por território chileno desde e para Bolívia; e
- O Chile reconhece os acordos do Pacto de Trégua de 1884 que consistem em franquias de acesso aos portos de Antofagasta e Arica para Bolívia.

## Propostas de solução

### Durante a Guerra do Pacífico
Durante a Guerra do Pacífico se realizou uma rodada de negociações em março de 1882 a fim de mediação. Para isso, os Estados Unidos enviaram como mediadores Cornelius Logan para o Chile, a George Maney para a Bolívia e a James R. Partridge para o Peru. Ao iniciar as negociações com o presidente provisório peruano García Calderón, o Chile pediu a posse não só do Departamento de Tarapacá mas também das províncias de Tacna e Arica para poder oferecê-las à Bolívia como saída ao mar e consolidar a presença de Chile em Antofagasta; assim, resguardava Tarapacá ao Peru, já que o Chile seria limitado pelo norte com Bolívia.

### Tratados de 1895
Em 18 de maio de 1895, os ministros plenipotenciarios da Bolívia  doe Chile assinaram três tratados: um de "Paz e Amizade", no qual a Bolívia aceitava "o domínio absoluto e perpétuo" do Chile sobre o território do Litoral em troca de reparos financeiros, um segundo sobre comércio, e um terceiro, de carácter secreto, sobre "transferência de territórios". Este último documento possibilitaria o acesso boliviano ao mar através da cessão de Tacna e Arica caso o Chile obtivesse a posse definitiva de ambas províncias e, em caso contrário, o Chile entregaria um porto na baía Vítor, localizada ao sul do território ariquenho.
Artículo Primero. Si a consecuencia del plebiscito que haya de tener lugar, en conformidad al Tratado de Ancón o a virtud de arreglos directos, adquiriese la República de Chile dominio y soberanía permanente sobre los territorios de Tacna y Arica, se obliga transferirlos a la República de Bolivia, en la misma forma y con la misma extensión que los adquiera, sin perjuicio de lo establecido en el artículo II.
La República de Bolivia abonará como indemnización por dicha transferencia de territorio la suma de cinco millones de pesos de plata, de 25 gramos de peso y 9 décimos de fino, quedando especialmente afecto para responder a este pago el 40% del rendimiento bruto de la Aduana de Arica.

[...]

Artigo Quarto.  Se a República do Chile não puder obter no plebiscito ou por arranjos diretos a soberania definitiva da área em que se localizam as cidades de Tacna e Arica, compromete-se a ceder a enseada de Vítor à Bolívia, até a Quebrada de Camarones, outro análogo, e também a soma de cinco milhões ($ 5.000.000) de pesos de prata de vinte e cinco gramas de prata e nove décimos de multa.— Tratado especial sobre transferencia de territorio de 1895
O texto do acordo redigido por Luis Barros Borgoño e Heriberto Gutiérrez foi aprovado pelo Congresso chileno, mas o boliviano discutiu alguns de seus pontos, e não foi ratificado. Em Sucre, em 9 de dezembro desse mesmo ano, o ministro chileno Juan Gonzalo Matta subscreveu um novo protocolo com o chanceler boliviano Emeterio Cano que fixava um prazo de dois anos para a entrega de um porto a Bolívia e que, em caso que aquilo não ocorresse, a cessão da província do Litoral ficaria sem efeito. O novo protocolo não conseguiu solucionar as diferenças entre ambos governos e um novo protocolo, assinado em Santiago em 30 de abril de 1896, estabeleceu que o Chile cederia Arica e que, em caso de não obter este território no plebiscito, seria Vítor ou outra cidade similar que pudesse se converter em porto comercial. O Congresso boliviano introduziu uma nova cláusula pela qual se reservava o direito de aceitar ou não o porto que oferecesse Chile, o que foi recusado pelas autoridades chilenas. Às dificuldades na negociação somaram-se o acordo conseguido pelo representante argentino Dardo Rocha sobre a Puna de Atacama, que o Chile reivindicava como parte do território do Litoral em disputa e que daria origem a um novo litigio. Isto levou ao fim das negociações sem que fosse ratificasse algum acordo de paz.
Depois de um período sem negociações, que incluiu o endurecimento da relação com  embaixador Abraham König e seu memorándum ao chanceler boliviano de 1900, elas retomaram finalmente mediante o Tratado de 1904, que levou à normalização das relações diplomáticas entre Bolívia e Chile, pondo fim ao regime estabelecido pelo Pacto de Trégua, e que fixou as fronteiras definitivas entre ambos países.
Por outro lado, a Questão de Tacna e Arica alongou-se por várias décadas, durante as quais não se conseguiu chegar a um acordo para a realização do plebiscito. Em 1929 o Tratado de Lima definiu que Tacna ficaria em mãos peruanas e Arica, em mãos chilenas. Um protocolo complementar adjunto ao Tratado definiu que "os Governos de Peru e de Chile não poderão, sem prévio acordo entre eles, ceder a uma terceira potência a totalidade ou parte dos territórios que, em conformidade ao Tratado desta mesma data, ficam sob suas respectivas soberanias". Este artigo apontava diretamente às negociações com a Bolívia e foi posteriormente um ponto de impasse em qualquer discussão sobre uma possível saída ao mar para os bolivianos.

### Acordo de 1975

O Acordo de Charaña assinado por Hugo Banzer e Augusto Pinochet em 1975 foi a proposta mais séria de solução à mediterraneidade boliviana. A negativa do Peru a renegociar seus limites territoriais provocou o fim das relações diplomáticas entre Chile e Bolívia.

Ao longo do século XX, a Bolívia reivindicou uma saída soberana ao mar, argumentando que sua característica de mediterraneidade tem sido um impedimento para seu desenvolvimento econômico e social.
Por outro lado, o Chile ignora as reclamações de Bolívia argumentando o estabelecido nos tratados assinados entre ambos países.
Em diversas ocasiões, houve tentativas de se alcançar acordos para solucionar o conflito diplomático, entre as quais se destaca a década de 1970, cujo ponto culminante foi o Acordo de Charaña, tratado em 1975 pelos governantes Hugo Banzer e Augusto Pinochet. Este último propôs a seu par boliviano a possibilidade de entrega de uma pequena faixa litoral ao norte de Arica junto com um corredor terrestre com plena soberania que permitisse a conexão territorial com Bolívia a mudança de um território de igual superfície, consideradas as porções terrestre e marítima, nas cercanias do salar de Uyuni. No entanto, o tratado não foi assinado devido à oposição de Peru que, para dar sua aprovação à troca territorial, exigiu que o litoral não fosse exclusivamente boliviana, porém trinacional, moção recusada tanto pela Bolívia como pelo Chile. Anos depois, tensões entre a Bolívia e o Chile levaram ao fim de suas relações diplomáticas em 1978. Na atualidade, só existem relações entre ambos países a nível consular.

### Negociação pelo gás
No começo dos anos 2000, se tentaram aproximações entre os presidentes Jorge Quiroga e Ricardo Lagos pela construção de um gasoduto de Tarija até o oceano Pacífico, mas novos conflitos impediram a execução da proposta.

### O caso no Tribunal Internacional de Justiça
Em 24 de abril de 2013, o governo de Bolívia iniciou formalmente, ante o Tribunal Internacional de Justiça, apresentando uma demanda solicitando ao Chile a negociação de uma saída soberana ao mar. Em 15 de abril de 2014, o Estado Plurinacional da Bolívia apresentou sua memória.
Em 24 de setembro de 2015 a Corte Internacional de Justiça de Haia declara-se competente para revisar o assunto.

## Acordos alternativos sem soberania
- Acesso ao oceano Pacífico: (Arica, Iquique e Antofagasta-Chile)[20][21]

Para enfrentar seu mediterraneidade, a Bolívia tem assinado acordos com Argentina e Peru, que lhe permitem ter acesso tanto ao Oceano Atlântico como ao oceano Pacífico:
- Acesso ao oceano Atlântico: Rio Paraná (Rosário-Argentina)

A Bolívia possui instalações portuárias na "Zona Franca da Bolívia" em Rosário, desde 1964, mas que se encontram em estado de abandono. Dada a necessidade urbana, impulsiona-se sua mudança à Villa Constituição, dentro da província de Santa Fé, ou outro porto já em Buenos Aires. Até fins da década de 1980, era comum vislumbrar as silhuetas de naves de guerra da Bolívia.
- Acesso ao oceano Pacífico: Boliviamar (Ilo, Maratani, Grau e Mollendo-Peru)

Durante uma visita diplomática ao Peru, o presidente Jaime Paz Zamora e seu homólogo peruano, Alberto Fujimori, chegaram a um acordo para a cessão de 5 quilômetros de costa e uma extensão territorial de 163,5 hectares (1,635 km²) chamada Boliviamar por um período de 99 anos renováveis, em 1992, após os quais toda as construções e o território passariam novamente ao Peru.
No acordo, a Bolívia utilizaria uma zona franca do porto de Ilo para sua administração e funcionamento.
Boliviamar é uma praia que faz parte do projeto de desenvolvimento turístico assinado entre o Peru e a Bolívia em 24 de janeiro de 1992, e se encontra a 17 quilômetros da cidade de Ilo, em um trecho da via costaneira que une os departamentos de Tacna e Moquegua.
O "Protocolo Complementar ao Convênio entre os Governos do Peru e da Bolívia sobre a participação de empresas bolivianas na Zona Franca Industrial de Ilo" criou a Zona Económica Especial para Bolívia em Ilo (ZEEBI), que amplia  o alcance das facilidades que o Governo do Peru outorgou a favor de Bolívia nos Convênios de 1992.

## Posições

### Posição boliviana

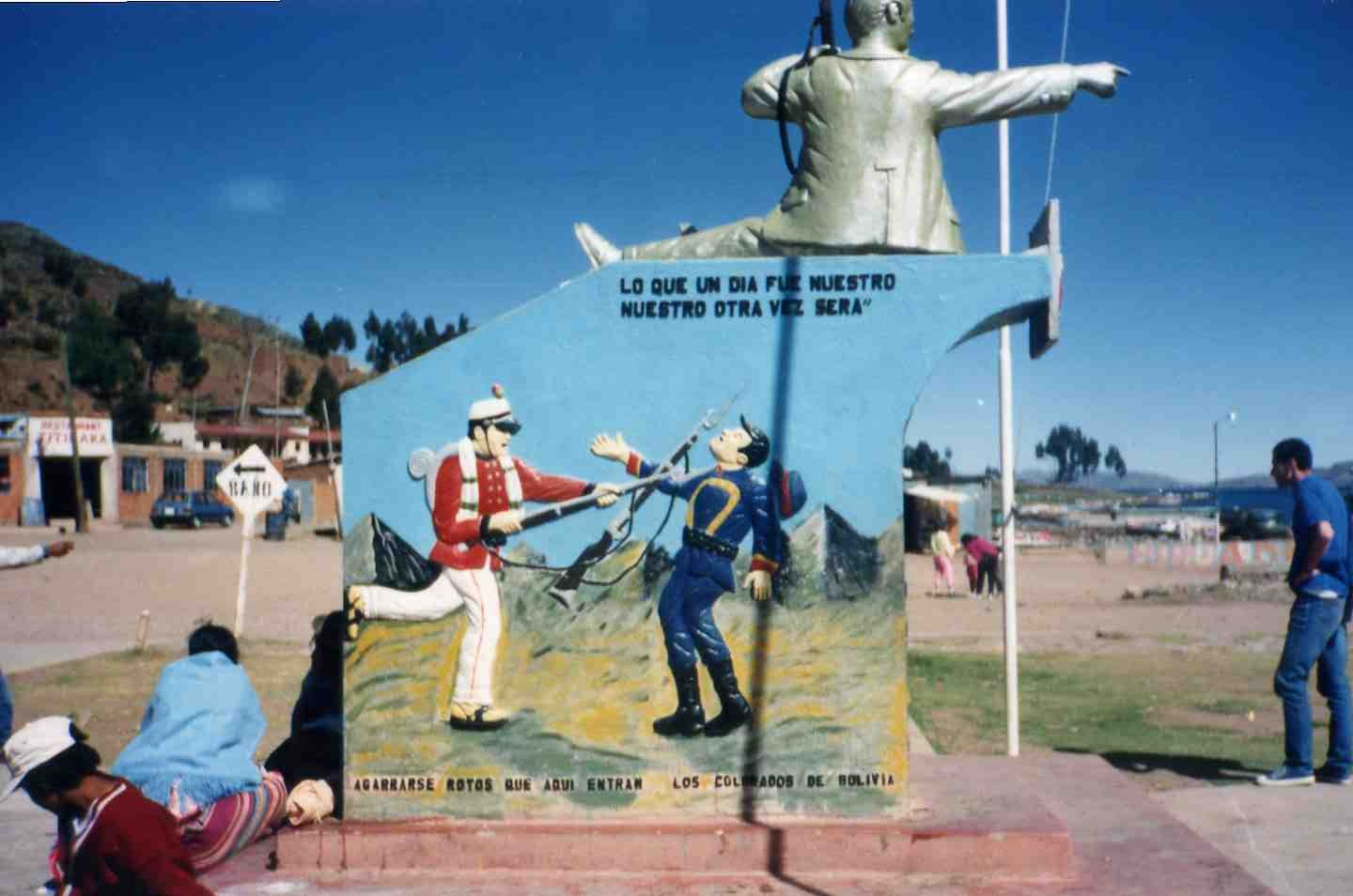
Estátua na Bolívia indicando sua irredentismo.

Em 1987 Bolívia comunica ao Conselho de Segurança das Nações Unidas que as comunidades americana e internacional estavam, supostamente, convencidas de que existia um grave problema entre a Bolívia e o Chile e que era necessário achar uma solução equitativa que desse a Bolívia um acesso “soberano e efetivo” ao Oceano Pacífico, algo que seria de interesse hemisférico. Em 1989, a ONU aceita incluí-lo como tema de qualquer sessões a pedido de uma das partes.
A privatização dos portos de Antofagasta e Arica teriam afetado a presença boliviana e suas possibilidades comerciais, além do incremento das tarifas nestes portos. Em 1904, Bolívia cedeu seu litoral a Chile em troca de um regime de livre trânsito de mercadorias dos portos do Chile à Bolívia. No entanto, cabe destacar que o Tratado de 1904 estabeleceu a impossibilidade de Chile de fixar qualquer tipo de imposto aduaneiro (tributo) aos produtos que saem ou entram de Bolívia e passam por portos chilenos, algo que não tem ocorrido. As empresas privadas que operam os portos chilenos cobram da Bolívia as despesas operacionais que cobram a qualquer outro cliente, o que não significa imposto aduaneiro ou tributo algum a favor do Estado de Chile (o único obrigado em virtude do Tratado de 1904).
Em dezembro de 2009, o presidente Evo Morales disse à imprensa que os tratados assinados com o Chile após a Guerra do Pacífico eram passíveis de renovação, mas de modo algum intocáveis.

### Posição chilena

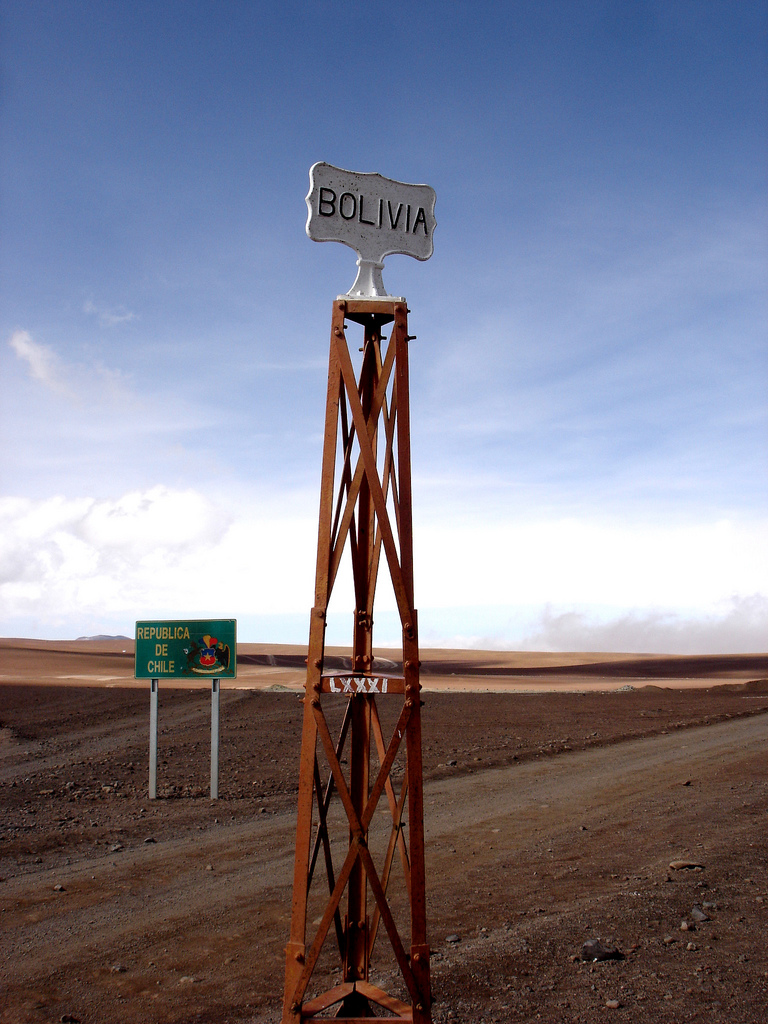
Sinais fronteiriços entre Chile e Bolívia.

Atualmente a posição oficial de Chile é contrária à cessão de soberania de território chileno para a Bolívia, baseando no princípio do Direito Internacional "Pactua sunt servanda" e, especificamente, na Convenção de Viena sobre o Direito dos Tratados de 1969, da qual são partes tanto o Chile como o Bolívia. Em algumas oportunidades, quando a diplomacia boliviana procurou uma solução para o assunto em âmbitos multilaterais como a OEA, o Chile tem mantido a posição de que o assunto é estritamente bilateral. Mesmo assim , em frente à advertência do governo boliviano de levar o assunto a tribunais internacionais o, Chile considera que não existe conflito jurídico algum, pois todos os assuntos pendentes ficaram resolvidos com o tratado assinado em 1904 e não é função da jurisdição questionar a moralidade de fatos históricos passados.

A entrega de um território soberano para Bolívia tem sido reivindicado por alguns setores da esquerda. Num ato organizado no Estádio Nacional, com motivo da visita de Evo Morais para a posse de Michelle Bachelet , cinco mil assistentes gritaram "Mar para Bolívia." No entanto, diversas pesquisas de opinião têm manifestado que essa opinião é minoritária: uma pesquisa de março de 2006 mostrou que o 62% dos chilenos são contra uma cessão de faixa territorial com soberania em troca de uma compensação territorial. Ainda que 90% dos interrogados manifestou-se a favor de restabelecer relações diplomáticas entre ambos países e que 75% estava de acordo em procurar soluções para a aspiração marítima boliviana sem cessão de soberania, 69% se opôs em caso de discutir temas de soberania. Ademais, 88% dos interrogados assinalou que, em caso que existisse um acordo, devia ser aprovado por um plebiscito.
| O governo da Bolívia tem solicitado a Chile uma saída ao mar. O que você acha que o Chile deve fazer? (Encuesta Bicentenario UC-Adimark, 2006-2012) | O governo da Bolívia tem solicitado a Chile uma saída ao mar. O que você acha que o Chile deve fazer? (Encuesta Bicentenario UC-Adimark, 2006-2012) | O governo da Bolívia tem solicitado a Chile uma saída ao mar. O que você acha que o Chile deve fazer? (Encuesta Bicentenario UC-Adimark, 2006-2012) | O governo da Bolívia tem solicitado a Chile uma saída ao mar. O que você acha que o Chile deve fazer? (Encuesta Bicentenario UC-Adimark, 2006-2012) | O governo da Bolívia tem solicitado a Chile uma saída ao mar. O que você acha que o Chile deve fazer? (Encuesta Bicentenario UC-Adimark, 2006-2012) | O governo da Bolívia tem solicitado a Chile uma saída ao mar. O que você acha que o Chile deve fazer? (Encuesta Bicentenario UC-Adimark, 2006-2012) |
| 2006 | 2008 | 2010 | 2011 | 2012 | |
| --- | --- | --- | --- | --- | --- |
| Não dar nada | 33% | 43% | 43% | 48% | 54% |
| Dar benefícios econômicos por meio de portos chilenos                                                                                               | 47% | 40% | 35% | 40% | 28% |
| Dar uma faixa de território soberano com saída ao mar                                                                                               | 13% | 14% | 13% | 9% | 11% |
| Não sabe/Não respondeu | 8% | 3% | 9% | 3% | 7% |

Numa consulta realizada pela municipalidade de Arica, a população opôs-se amplamente a entregar uma saída a Bolívia por essa região. Nessa oportunidade, seu prefeito viajou a Santiago de Chile e entregou os resultados no Palácio de la Moneda, para que o governo tivesse em consideração a opinião dos ariquenhos. O Conselho Autônomo Aimara do Chile, sob presidência de Hortencia Hidalgo Cáceres e Ángel Bolaños Flores, denunciou este plebiscito promovido pelo Prefeito de Arica como fascista, já que iria contra a irmandade e as boas relações com os povos vizinhos.

### Posição peruana
Apenas no caso de que um eventual entendimento entre a Bolívia e o Chile implique uma saída pelo território de Arica, o Peru teria que ser consultado antes de se formalizar qualquer acordo, conforme as disposições do artigo primeiro do Protocolo complementar do Tratado de Lima (1929), entre o Peru e Chile.
Artículo Primero. Los Gobiernos del Perú y de Chile no podrán sin previo acuerdo entre ellos, ceder a una tercera potencia la totalidad o parte de los territorios que, en conformidad al Tratado de esta misma fecha, quedan bajo sus respectivas soberanías, ni podrán, sin ese requisito, construir, al través de ellos, nuevas líneas férreas internacionales.— Protocolo Complementario del Tratado de Lima
A posição oficial do Peru em relação à mediterraneidade da Bolívia consiste em compreender e respaldar verbalmente a justa aspiração boliviana para solucionar o problema, sempre que não comprometam seus direitos.